# Convocazioni per il campionato europeo maschile under 21 di calcio 2004

## Gruppo A

### Bielorussia
Allenatore:  Yuri Puntus 
| N. | Pos. | Giocatore          | Data nascita (età)         | Pres. | Squadra                   |
| -- | ---- | ------------------ | -------------------------- | ----- | ------------------------- |
| 1  | P    | Jury Žaŭnoŭ        | 17 aprile 1981 (23 anni)   |       | BATĖ Borisov              |
| 2  | D    | Valery Tarasenka   | 1 settembre 1981 (22 anni) |       | BATĖ Borisov              |
| 3  | D    | Dmitry Molosh      | 10 dicembre 1981 (22 anni) |       | BATĖ Borisov              |
| 4  | C    | Dzjanis Saščėka    | 3 ottobre 1981 (22 anni)   |       | Torpedo Zhodino           |
| 5  | D    | Alyaksey Baha      | 4 febbraio 1981 (23 anni)  |       | BATĖ Borisov              |
| 6  | D    | Alyaksey Pankavets | 18 aprile 1981 (23 anni)   |       | Gomel                     |
| 7  | C    | Alyaksey Suchkow   | 10 giugno 1981 (22 anni)   |       | Shinnik Yaroslavl         |
| 8  | A    | Sergei Kornilenko  | 14 giugno 1983 (20 anni)   |       | Dinamo Kiev               |
| 9  | A    | Vyacheslav Hleb    | 12 febbraio 1983 (21 anni) |       | Hamburg                   |
| 10 | C    | Alexander Hleb     | 1 maggio 1981 (23 anni)    |       | Stoccarda                 |
| 11 | C    | Tsimafey Kalachow  | 1 maggio 1981 (23 anni)    |       | Illychivets Mariupol      |
| 12 | P    | Yury Tsyhalka      | 27 maggio 1983 (21 anni)   |       | Dinamo Minsk              |
| 13 | C    | Viktor Sokol       | 9 maggio 1981 (23 anni)    |       | Dinamo Minsk              |
| 14 | A    | Artem Kontsevoy    | 20 maggio 1983 (21 anni)   |       | Chernomorets Novorossiysk |
| 15 | C    | Ihar Razhkow       | 24 giugno 1981 (22 anni)   |       | Dinamo Minsk              |
| 16 | C    | Pavel Shmigero     | 1 marzo 1982 (22 anni)     |       | BATĖ Borisov              |
| 17 | A    | Maksim Tsyhalka    | 27 maggio 1983 (21 anni)   |       | Dinamo Minsk              |
| 18 | A    | Pavel Byahanski    | 9 gennaio 1981 (23 anni)   |       | BATĖ Borisov              |
| 19 | D    | Raman Kirėnkin     | 20 febbraio 1981 (23 anni) |       | Naftan Novopolotsk        |
| 20 | D    | Pavel Kirylchyk    | 4 gennaio 1981 (23 anni)   |       | Kryvbas Kryvyi Rih        |
| 21 | C    | Aleh Shkabara      | 15 febbraio 1983 (21 anni) |       | BATĖ Borisov              |
| 22 | P    | Igor Logvinov      | 23 agosto 1983 (20 anni)   |       | Zvezda-BGU Minsk          |

### Croazia
Allenatore:  Martin Novoselac
| N. | Pos. | Giocatore         | Data nascita (età)          | Pres. | Squadra          |
| -- | ---- | ----------------- | --------------------------- | ----- | ---------------- |
| 1  | P    | Tomislav Vranjić  | 12 febbraio 1983 (21 anni)  |       | Cibalia          |
| 2  | C    | Marijan Buljat    | 12 settembre 1981 (22 anni) |       | Osijek           |
| 3  | D    | Tomislav Mikulić  | 4 gennaio 1982 (22 anni)    |       | Osijek           |
| 4  | D    | Dino Drpić        | 26 maggio 1981 (23 anni)    |       | Dinamo Zagreb    |
| 5  | D    | Mario Lučić       | 29 marzo 1981 (23 anni)     |       | Cibalia          |
| 6  | D    | Vedran Ješe       | 3 febbraio 1981 (23 anni)   |       | NK Zagabria      |
| 7  | C    | Mario Carević     | 29 March 1982 (22 anni)     |       | Hajduk Split     |
| 8  | C    | Darijo Srna       | 1 maggio 1982 (22 anni)     |       | Šachtar          |
| 9  | A    | Goran Ljubojević  | 4 maggio 1983 (21 anni)     |       | Osijek           |
| 10 | C    | Marko Babić       | 28 gennaio 1981 (23 anni)   |       | Bayer Leverkusen |
| 11 | C    | Dario Bodrušić    | 25 gennaio 1983 (21 anni)   |       | Inter Zaprešić   |
| 12 | P    | Marko Šarlija     | 31 gennaio 1982 (22 anni)   |       | Dinamo Zagabria  |
| 13 | D    | Igor Gal          | 20 gennaio 1983 (21 anni)   |       | Slaven Belupo    |
| 14 | D    | Josip Milardović  | 10 gennaio 1982 (22 anni)   |       | Osijek           |
| 15 | C    | Siniša Linić      | 4 marzo 1983 (21 anni)      |       | Rijeka           |
| 16 | C    | Nikola Šafarić    | 11 marzo 1981 (23 anni)     |       | Varteks          |
| 17 | A    | Domagoj Abramović | 1 aprile 1981 (23 anni)     |       | Široki Brijeg    |
| 18 | A    | Dario Zahora      | 21 marzo 1982 (22 anni)     |       | Dinamo Zagreb    |
| 19 | C    | Niko Kranjčar     | 13 agosto 1984 (19 anni)    |       | Dinamo Zagreb    |
| 20 | C    | Danijel Pranjić   | 2 dicembre 1981 (22 anni)   |       | Osijek           |
| 21 | A    | Eduardo           | 25 febbraio 1983 (21 anni)  |       | Dinamo Zagreb    |
| 22 | P    | Tomislav Pelin    | 26 marzo 1981 (23 anni)     |       | Dinamo Zagreb    |

### Italia
Allenatore:  Claudio Gentile
| N. | Pos. | Giocatore            | Data nascita (età)          | Pres. | Squadra   |
| -- | ---- | -------------------- | --------------------------- | ----- | --------- |
| 1  | P    | Marco Amelia         | 2 aprile 1982 (22 anni)     |       | Parma     |
| 2  | D    | Cristian Zaccardo    | 21 dicembre 1981 (22 anni)  |       | Bologna   |
| 3  | D    | Emiliano Moretti     | 11 giugno 1981 (22 anni)    |       | Bologna   |
| 4  | D    | Alessandro Gamberini | 27 agosto 1981 (22 anni)    |       | Bologna   |
| 5  | D    | Daniele Bonera       | 31 maggio 1981 (22 anni)    |       | Parma     |
| 6  | C    | Daniele De Rossi     | 24 luglio 1983 (20 anni)    |       | Roma      |
| 7  | C    | Giampiero Pinzi      | 11 marzo 1981 (23 anni)     |       | Udinese   |
| 8  | C    | Angelo Palombo       | 25 settembre 1981 (22 anni) |       | Sampdoria |
| 9  | A    | Alberto Gilardino    | 5 luglio 1982 (21 anni)     |       | Parma     |
| 10 | C    | Matteo Brighi        | 14 febbraio 1981 (23 anni)  |       | Brescia   |
| 11 | A    | Giuseppe Sculli      | 23 marzo 1981 (23 anni)     |       | Chievo    |
| 12 | P    | Federico Agliardi    | 11 febbraio 1983 (21 anni)  |       | Brescia   |
| 13 | D    | Andrea Barzagli      | 8 maggio 1981 (23 anni)     |       | Chievo    |
| 14 | D    | Cesare Bovo          | 1 dicembre 1983 (20 anni)   |       | Lecce     |
| 15 | C    | Marco Donadel        | 21 aprile 1983 (21 anni)    |       | Parma     |
| 16 | D    | Alessandro Potenza   | 8 marzo 1984 (20 anni)      |       | Ancona    |
| 17 | C    | Giandomenico Mesto   | 25 maggio 1982 (22 anni)    |       | Reggina   |
| 18 | C    | Alessandro Rosina    | 31 gennaio 1984 (20 anni)   |       | Parma     |
| 19 | C    | Simone Del Nero      | 4 aprile 1981 (23 anni)     |       | Brescia   |
| 20 | A    | Andrea Caracciolo    | 18 settembre 1981 (22 anni) |       | Brescia   |
| 21 | C    | Gaetano D'Agostino   | 3 giugno 1982 (21 anni)     |       | Roma      |
| 22 | P    | Carlo Zotti          | 3 settembre 1982 (21 anni)  |       | Roma      |

### Serbia e Montenegro
Allenatore: Vladimir Petrović
| N. | Pos. | Giocatore             | Data nascita (età)         | Pres. | Squadra           |
| -- | ---- | --------------------- | -------------------------- | ----- | ----------------- |
| 1  | P    | Nikola Milojević      | 16 aprile 1981 (23 anni)   |       | Hajduk Kula       |
| 2  | C    | Dragan Stančić        | 12 febbraio 1982 (22 anni) |       | OFK Belgrado      |
| 3  | D    | Nikola Mijailović     | 15 febbraio 1982 (22 anni) |       | Wisła Kraków      |
| 4  | C    | Miloš Krasić          | 1 novembre 1984 (19 anni)  |       | Vojvodina         |
| 5  | D    | Đorđe Jokić           | 20 gennaio 1981 (23 anni)  |       | OFK Belgrado      |
| 6  | D    | Marko Baša            | 29 dicembre 1982 (21 anni) |       | OFK Belgrado      |
| 7  | A    | Danko Lazović         | 17 maggio 1983 (21 anni)   |       | Feyenoord         |
| 8  | C    | Goran Lovré           | 23 marzo 1982 (22 anni)    |       | Anderlecht        |
| 9  | A    | Andrija Delibašić     | 24 aprile 1981 (23 anni)   |       | Mallorca          |
| 10 | C    | Miloš Marić           | 3 marzo 1982 (22 anni)     |       | Zeta              |
| 11 | C    | Igor Matić            | 22 giugno 1981 (22 anni)   |       | OFK Belgrado      |
| 12 | P    | Vladimir Stojković    | 29 luglio 1983 (20 anni)   |       | Zemun             |
| 13 | D    | Bojan Neziri          | 26 febbraio 1982 (22 anni) |       | Metalurh Donetsk  |
| 14 | D    | Bojan Miladinović     | 24 aprile 1982 (22 anni)   |       | Red Star Belgrade |
| 15 | A    | Dejan Milovanović     | 21 gennaio 1984 (20 anni)  |       | Red Star Belgrade |
| 16 | D    | Milan Biševac         | 31 agosto 1983 (20 anni)   |       | Železnik          |
| 17 | A    | Simon Vukčević        | 29 gennaio 1986 (18 anni)  |       | Partizan          |
| 18 | C    | Branimir Petrović     | 26 giugno 1982 (21 anni)   |       | Zeta              |
| 19 | D    | Branislav Ivanović    | 22 febbraio 1984 (20 anni) |       | OFK Belgrado      |
| 20 | A    | Boško Janković        | 3 gennaio 1984 (20 anni)   |       | Red Star Belgrade |
| 21 | A    | Radomir Đalović       | 28 ottobre 1983 (21 anni)  |       | NK Zagabria       |
| 22 | P    | Vladimir Dišljenković | 2 luglio 1981 (22 anni)    |       | Red Star Belgrade |

## Gruppo B

### Germania
Allenatore:  Uli Stielike
| N. | Pos. | Giocatore              | Data nascita (età)         | Pres. | Squadra             |
| -- | ---- | ---------------------- | -------------------------- | ----- | ------------------- |
| 1  | P    | Tim Wiese              | 17 dicembre 1981 (22 anni) |       | Kaiserslautern      |
| 2  | D    | Moritz Volz            | 21 gennaio 1983 (21 anni)  |       | Fulham              |
| 3  | C    | Giuseppe Gemiti        | 3 maggio 1981 (23 anni)    |       | Udinese             |
| 4  | D    | Malik Fathi            | 19 ottobre 1983 (20 anni)  |       | Hertha Berlino      |
| 5  | D    | Maik Franz             | 5 agosto 1981 (22 anni)    |       | Wolfsburg           |
| 6  | C    | Thomas Hitzlsperger    | 5 aprile 1982 (22 anni)    |       | Aston Villa         |
| 7  | D    | Andreas Görlitz        | 31 gennaio 1982 (22 anni)  |       | 1860 Munich         |
| 8  | C    | Hanno Balitsch         | 2 gennaio 1981 (23 anni)   |       | Bayer Leverkusen    |
| 9  | A    | Benjamin Auer          | 11 gennaio 1981 (23 anni)  |       | Mainz               |
| 10 | A    | Lukas Podolski         | 4 giugno 1985 (18 anni)    |       | Köln                |
| 11 | A    | Mike Hanke             | 5 novembre 1983 (20 anni)  |       | Schalke 04          |
| 12 | P    | Timo Ochs              | 17 ottobre 1981 (22 anni)  |       | Osnabrück           |
| 13 | C    | Bastian Schweinsteiger | 1 agosto 1984 (19 anni)    |       | Bayern Monaco       |
| 14 | C    | David Odonkor          | 21 febbraio 1984 (20 anni) |       | Borussia Dortmund   |
| 15 | C    | Markus Feulner         | 12 febbraio 1982 (22 anni) |       | Köln                |
| 16 | C    | Christoph Preuß        | 4 luglio 1981 (22 anni)    |       | Eintracht Frankfurt |
| 17 | D    | Alexander Madlung      | 11 luglio 1982 (21 anni)   |       | Hertha Berlino      |
| 18 | C    | Sascha Riether         | 23 marzo 1983 (21 anni)    |       | Friburgo            |
| 19 | A    | Mimoun Azaouagh        | 17 novembre 1982 (21 anni) |       | Mainz               |
| 20 | A    | Christian Tiffert      | 18 febbraio 1982 (22 anni) |       | Stoccarda           |
| 21 | D    | Robert Huth            | 16 agosto 1984 (19 anni)   |       | Chelsea             |
| 22 | P    | Michael Rensing        | 4 maggio 1984 (20 anni)    |       | Bayern Monaco       |

### Portogallo
Allenatore: José Romão
| N. | Pos. | Giocatore      | Data nascita (età)         | Pres. | Squadra         |
| -- | ---- | -------------- | -------------------------- | ----- | --------------- |
| 1  | P    | José Moreira   | 20 marzo 1982 (22 anni)    |       | Benfica         |
| 2  | D    | Mário Sérgio   | 28 luglio 1981 (22 anni)   |       | Sporting CP     |
| 3  | D    | Bruno Alves    | 27 novembre 1981 (22 anni) |       | Porto           |
| 4  | C    | Raul Meireles  | 17 marzo 1983 (21 anni)    |       | Porto           |
| 5  | D    | Ricardo Costa  | 16 maggio 1981 (23 anni)   |       | Porto           |
| 6  | D    | José Bosingwa  | 24 agosto 1982 (21 anni)   |       | Porto           |
| 7  | A    | Pedro Oliveira | 30 novembre 1981 (22 anni) |       | Porto           |
| 8  | C    | Hugo Viana     | 15 gennaio 1983 (21 anni)  |       | Newcastle Utd   |
| 9  | A    | Hugo Almeida   | 23 maggio 1984 (20 anni)   |       | Porto           |
| 10 | C    | Carlos Martins | 29 aprile 1982 (22 anni)   |       | Sporting CP     |
| 11 | D    | Jorge Ribeiro  | 9 novembre 1981 (22 anni)  |       | Benfica         |
| 12 | P    | Bruno Vale     | 8 aprile 1983 (21 anni)    |       | Porto           |
| 13 | D    | Pedro Ribeiro  | 25 gennaio 1983 (21 anni)  |       | Porto           |
| 14 | D    | João Paulo     | 6 giugno 1981 (22 anni)    |       | União de Leiria |
| 15 | D    | Miguel Garcia  | 4 febbraio 1983 (21 anni)  |       | Sporting CP     |
| 16 | C    | João Pereira   | 25 febbraio 1984 (20 anni) |       | Benfica         |
| 17 | C    | Bruno Aguiar   | 23 febbraio 1981 (23 anni) |       | Benfica         |
| 18 | C    | Custódio       | 25 maggio 1983 (21 anni)   |       | Sporting CP     |
| 19 | A    | Carlitos       | 6 settembre 1982 (21 anni) |       | Benfica         |
| 20 | A    | Danny          | 7 agosto 1983 (20 anni)    |       | Sporting CP     |
| 21 | A    | Lourenço       | 5 giugno 1983 (20 anni)    |       | Sporting CP     |
| 22 | P    | Beto           | 1 maggio 1982 (22 anni)    |       | Sporting CP     |

### Svezia
Allenatore: Torbjörn Nilsson
| N. | Pos. | Giocatore          | Data nascita (età)          | Pres. | Reti | Squadra         |
| -- | ---- | ------------------ | --------------------------- | ----- | ---- | --------------- |
| 1  | P    | John Alvbåge       | 10 agosto 1982 (21 anni)    |       |      | Örebro          |
| 2  | D    | Mikael Antonsson   | 31 maggio 1981 (22 anni)    |       |      | IFK Göteborg    |
| 3  | D    | Mikael Dorsin      | 10 giugno 1981 (22 anni)    |       |      | Strasbourg      |
| 4  | D    | Dennis Melander    | 1 gennaio 1983 (21 anni)    |       |      | Trelleborg      |
| 5  | D    | Per Nilsson        | 15 settembre 1982 (21 anni) |       |      | AIK             |
| 6  | D    | Fredrik Stenman    | 2 giugno 1983 (20 anni)     |       |      | Djurgården      |
| 7  | C    | Stefan Ishizaki    | 15 maggio 1982 (22 anni)    |       |      | AIK             |
| 8  | C    | Samuel Holmén      | 28 giugno 1984 (19 anni)    |       |      | Elfsborg        |
| 9  | A    | Johan Elmander     | 27 maggio 1981 (23 anni)    |       |      | Feyenoord       |
| 10 | C    | Alexander Farnerud | 1 maggio 1984 (20 anni)     |       |      | Strasbourg      |
| 11 | C    | Andreas Johansson  | 10 marzo 1982 (22 anni)     |       |      | Halmstad        |
| 12 | P    | Johan Wiland       | 24 gennaio 1981 (23 anni)   |       |      | Elfsborg        |
| 13 | C    | Jon Jönsson        | 8 luglio 1983 (20 anni)     |       |      | Malmö FF        |
| 14 | C    | Babis Stefanidis   | 8 marzo 1981 (23 anni)      |       |      | Djurgården      |
| 15 | C    | Johan Andersson    | 22 agosto 1983 (20 anni)    |       |      | Landskrona BoIS |
| 16 | D    | Christian Järdler  | 3 giugno 1982 (21 anni)     |       |      | Helsingborg     |
| 17 | C    | Tobias Hysén       | 9 marzo 1982 (21 anni)      |       |      | Djurgården      |
| 18 | D    | Patrik Gerrbrand   | 27 aprile 1981 (23 anni)    |       |      | Hammarby        |
| 19 | A    | Lasse Nilsson      | 3 gennaio 1982 (22 anni)    |       |      | Elfsborg        |
| 20 | A    | Markus Rosenberg   | 27 settembre 1982 (21 anni) |       |      | Malmö FF        |
| 21 | C    | Dusan Djuric       | 16 settembre 1984 (20 anni) |       |      | Halmstad        |
| 22 | P    | Jonas Sandqvist    | 6 maggio 1981 (23 anni)     |       |      | Landskrona BoIS |

### Svizzera
Allenatore:  Bernard Challandes
| N. | Pos. | Giocatore            | Data nascita (età)         | Pres. | Squadra      |
| -- | ---- | -------------------- | -------------------------- | ----- | ------------ |
| 1  | P    | Marco Wölfli         | 22 agosto 1982 (21 anni)   |       | Young Boys   |
| 2  | C    | Philipp Degen        | 15 febbraio 1983 (21 anni) |       | Basel        |
| 3  | D    | Kim Jaggy            | 14 novembre 1982 (21 anni) |       | Grasshopper  |
| 4  | D    | Philippe Senderos    | 14 febbraio 1985 (19 anni) |       | Arsenal      |
| 5  | D    | Mario Eggimann       | 24 gennaio 1981 (23 anni)  |       | Karlsruhe    |
| 6  | D    | Alain Rochat         | 1 febbraio 1983 (21 anni)  |       | Young Boys   |
| 7  | C    | Stephan Lichtsteiner | 16 gennaio 1984 (20 anni)  |       | Grasshopper  |
| 8  | C    | Tranquillo Barnetta  | 22 maggio 1985 (19 anni)   |       | St. Gallen   |
| 9  | C    | Rijat Shala          | 26 luglio 1983 (20 anni)   |       | Grasshopper  |
| 10 | C    | Davide Chiumiento    | 22 novembre 1984 (19 anni) |       | Juventus     |
| 11 | A    | Johan Vonlanthen     | 1 febbraio 1986 (18 anni)  |       | PSV          |
| 12 | P    | Diego Benaglio       | 8 settembre 1983 (20 anni) |       | Stoccarda    |
| 13 | C    | Pascal Cerrone       | 12 giugno 1981 (22 anni)   |       | Thun         |
| 14 | D    | Alain Nef            | 6 febbraio 1982 (22 anni)  |       | Zurigo       |
| 15 | D    | Philippe Montandon   | 15 luglio 1982 (21 anni)   |       | Wil          |
| 16 | C    | Davide Calla         | 10 febbraio 1984 (20 anni) |       | Wil          |
| 17 | A    | Thierno Bah          | 5 ottobre 1982 (21 anni)   |       | Schaffhausen |
| 18 | C    | Baykal Kulaksızoğlu  | 12 maggio 1983 (21 anni)   |       | Thun         |
| 19 | C    | Patrick Baumann      | 8 gennaio 1982 (22 anni)   |       | Thun         |
| 20 | C    | Fabrizio Zambrella   | 1 marzo 1986 (18 anni)     |       | Schaffhausen |
| 21 | A    | David Degen          | 15 febbraio 1983 (21 anni) |       | Basel        |
| 22 | P    | Alain Portmann       | 14 febbraio 1981 (23 anni) |       | Yverdon      |